# Sriracha FC
Der Sriracha Football Club (thailändisch สโมสรฟุตบอลแอร์ฟอร์ซ ยูไนเต็ด) war ein thailändischer Fußballverein aus Sri Racha in der Provinz Chonburi.

## Vereinsgeschichte
Die Blue Marlins, wie der Verein auch genannt wurde, legte seinen Grundstein im Jahr 2005. Nach einem 6. Platz im Jahr 2007 in der 2. Liga schaffte der Verein überraschenderweise den Aufstieg in die erste Liga. Am 28. Spieltag konnte der Verein mit einem 4:2 über den Phitsanulok FC den Aufstieg in die Thailand Premier League perfekt machen. Großen Anteil am Erfolg der Mannschaft hatte vor allem der argentinische Stürmer Raúl González Gastón. Ihm gelangen in der Saison neun Tore, und er erzielte die meisten Tore der Mannschaft. Durch den Aufstieg Srirachas standen 2009 erstmals drei Vereine aus der Provinz Chonburi in der höchsten Spielklasse. Neben dem Sriracha FC waren dies der Chonburi FC und Pattaya United FC. Im Spiel der Saison 2009 zwischen Pattaya United und dem Sriracha FC setzten die Gastgeber einen nicht spielberechtigten Spieler ein. Das Endergebnis der Partie blieb bestehen. Der Verband bestrafte lediglich den Trainer von Pattaya United. Da in Thailand der direkte Vergleich zählt, stiegen die Blue Marlins zum Ende der Saison über den 14. Platz direkt wieder ab. Es gelang jedoch der direkte Wiederaufstieg als Meister der Thai Premier League Division 1.
Kurz vor Beginn der Saison 2011 schloss der Verein einen Sponsorenvertrag mit Suzuki im Wert von zehn Millionen Baht. Im Zuge dessen wurde das Stadion in Suzuki-Stadion umbenannt, und der Name des Sponsors hielt Einzug in den Vereinsnamen, nicht jedoch in das Vereinswappen. Am Ende dieser Spielzeit kam es dann aber wieder zum direkten Abstieg, diesmal sogar über den 17. Tabellenplatz. In den nächsten drei Spielzeiten verlieb man dann aber diesmal weiter im Unterhaus und stieg sogar über den 18. Platz nach der Saison 2014 noch eine Spielklasse weiter ab. So fand man sich am Ende in der Spielzeit 2015 in der Regional League Division 2 Central & Eastern Region wieder. Dort spielte man schlussendlich wohl aber nur eine Saison und verkaufte das Startrecht am Ende an den Taweewattana FC. Dieser trat dann für eine Spielzeit nochmal unter dem Namen Taweewattana-Sriracha FC an und ist seitdem eigenständig mittlerweile in der Thailand Amateur League unterwegs. Ursprünglich wollte Sriracha ebenfalls im Amateur-Bereich noch eigenständig weitermachen, wurde dann jedoch nur kurze Zeit später im Jahr 2018 dann komplett aufgelöst.

## Fans
Der Sriracha FC hatte nur eine kleine Fanbasis, was zum einen daraus resultiert, dass Si Racha eher eine Kleinstadt ist. Zum anderen gibt es mit dem Chonburi FC und Pattaya United zwei weitere Vereine in der Thai Premier League, welche ebenfalls aus der Provinz Chonburi stammen. Während zum Chonburi FC ein eher freundschaftliches Verhältnis gepflegt wird – sehr häufig wurde Sriracha von Fans des Chonburi FC bei Heimspielen unterstützt –, gab es gegen Pattaya United gewisse Ressentiments. Ende 2008 wurde der befreundete Verein Coke-Bangpra FC aufgekauft und nach Pattaya transferiert.

## Stadion
Bis 2010 fanden die Heimspiele des Klubs im Princess Sirindhorn Stadium statt. Das Stadion fasst ca. 5000 Zuschauer. Es befindet sich unweit vom Zentrum der Stadt. Für internationale Wettbewerbe, wie den AFC Cup oder auch die AFC Champions League, ist das Stadion vom Asiatischen Fußballverband AFC nicht zugelassen. Im Gegensatz zu den meisten Stadien der ersten und zweiten Liga in Thailand, verfügt es jedoch über Flutlicht. Es besitzt wie fast jedes Stadion in Thailand eine Tartanbahn. Ab 2010 spielte die Mannschaft in einem neugebauten Stadion mit Platz für 12.000 Zuschauer. Für die Saison 2014 zog man jedoch in das Institute of Physical Education Chonburi Campus Stadium. Nach dem Abstieg bezog man dann noch einmal das Suan Sunandha Rajabhat University Salaya Campus Stadium, hauptsächlich war man aber bis 2016 in dem Stadion der Bangkokthonburi University aktiv. Von 2017 bis zur Auflösung bezog man danach noch einmal das Stadion der Suan Sunandha Rajabhat University.

## Vereinserfolge
- Thai Premier League Division 1

Vizemeister: 2008  ▲
Meister: 2010  ▲

## Trainer
- Dusit Chalermsan (2011)

## Erläuterungen / Einzelnachweise
1. 1 2  NEVER COME BACK: ทีมไทยลีกตกชั้นกู่ไม่กลับ. In: ฟุตบอลไทรบ์ ประเทศไทย. 17. November 2017, abgerufen am 24. Februar 2023 (thailändisch).
2. ↑  rsssf.org: Saisonübersicht 2010
3. ↑  rsssf.org: Saisonübersicht